# کینیک (دینار)
کینیک (به ترکی استانبولی: Kınık) یک منطقهٔ مسکونی در ترکیه است که در دینار (شهر) واقع شده‌است.